# Payo Enríquez de Rivera
Payo Enríquez de Rivera Manrique, O.S.A. (Sevilla, 1622 - Amavida, Ávila, 8 de abril de 1684) fue un religioso agustino español, obispo de Guatemala (1657-67), arzobispo de México (1668-81) y virrey de Nueva España (13 de diciembre de 1673 - 7 de noviembre de 1680). Fue autor de algunas obras de índole eclesiástica.

## Biografía
Fray Payo fue hijo natural del Virrey de Cataluña Fernando Afán de Ribera y Enríquez y de Leonor Manrique. En 1628 ingresó en el convento de San Felipe el Real de Madrid, de la orden de los agustinos. Estudió en la Universidad de Salamanca y fue lector de filosofía y teología en Burgos, Valladolid y Alcalá de Henares.
Felipe IV le concedió el obispado de Guatemala, en cuyas funciones introdujo en la diócesis la primera imprenta en 1660.
En 1668 fue designado obispo de Michoacán, puesto que no llegó a ocupar dado que hallándose de camino fue llamado a tomar el arzobispado de México. En 1673 la regente Mariana de Austria le nombró sucesor del virrey Pedro Nuño Colón de Portugal y Castro, gravemente enfermo. Durante su virreinato impulsó las obras públicas, especialmente caminos y saneamientos, hizo frente a los ataques de corsarios ingleses que atacaron la costa oriental mexicana, reforzando las fortificaciones, y pacificó los alzamientos de los indios pueblo. Durante su regencia protegió e impulsó la carrera literaria de Sor Juana Inés de la Cruz, la cual, gracias a su intervención, entró en contacto con los Marqueses de la Laguna de Camero Viejo, virreyes de la Nueva España desde noviembre de 1680.
Sobrepasado por la doble responsabilidad del arzobispado y el virreinato, presentó la renuncia a ambos cargos. A su regreso a España rechazó el Obispado de Cuenca y la presidencia del Consejo de Indias, y se retiró al monasterio de Nuestra Señora del Risco en Ávila, donde murió en 1684.
Fue autor de algunas obras literarias de temática religiosa:
- Aclamación por el principio santo y Concepción Inmaculada de María.
- Tratado en que se defienden nueve proposiciones de la V. M. Ana de la Cruz.

## Curiosidades
- De su nombre deriva el topónimo mexicano Payo Obispo.